# Nebulosa Rosetta
La Nebulosa Rosetta (nota anche con le sigle di catalogo NGC 2237 e C 49) è un'ampia regione H II di forma rozzamente circolare situata ai confini di una nube molecolare gigante, nella costellazione dell'Unicorno.
La nebulosa ha un diametro angolare di 1,3° e si trova a una distanza di 1600 parsec (circa 5200 anni luce) dal sistema solare; ha una dimensione approssimativa di 100 anni luce.
Al centro della Nebulosa Rosetta si trova un brillante ammasso aperto, noto come NGC 2244; le stelle blu dell'ammasso, facenti parte dell'associazione OB nota come Monoceros OB2, emettono radiazione ultravioletta, che eccita il gas della nebulosa portandolo ad emettere luce rossa. Si pensa che il vento stellare del gruppo di stelle O e B eserciti pressione sulla nube interstellare causando una compressione, seguita dalla formazione di stelle; nella regione infatti sono stati osservati molti globuli di Bok, ritenuti sede di formazione stellare.

## Osservazione amatoriale

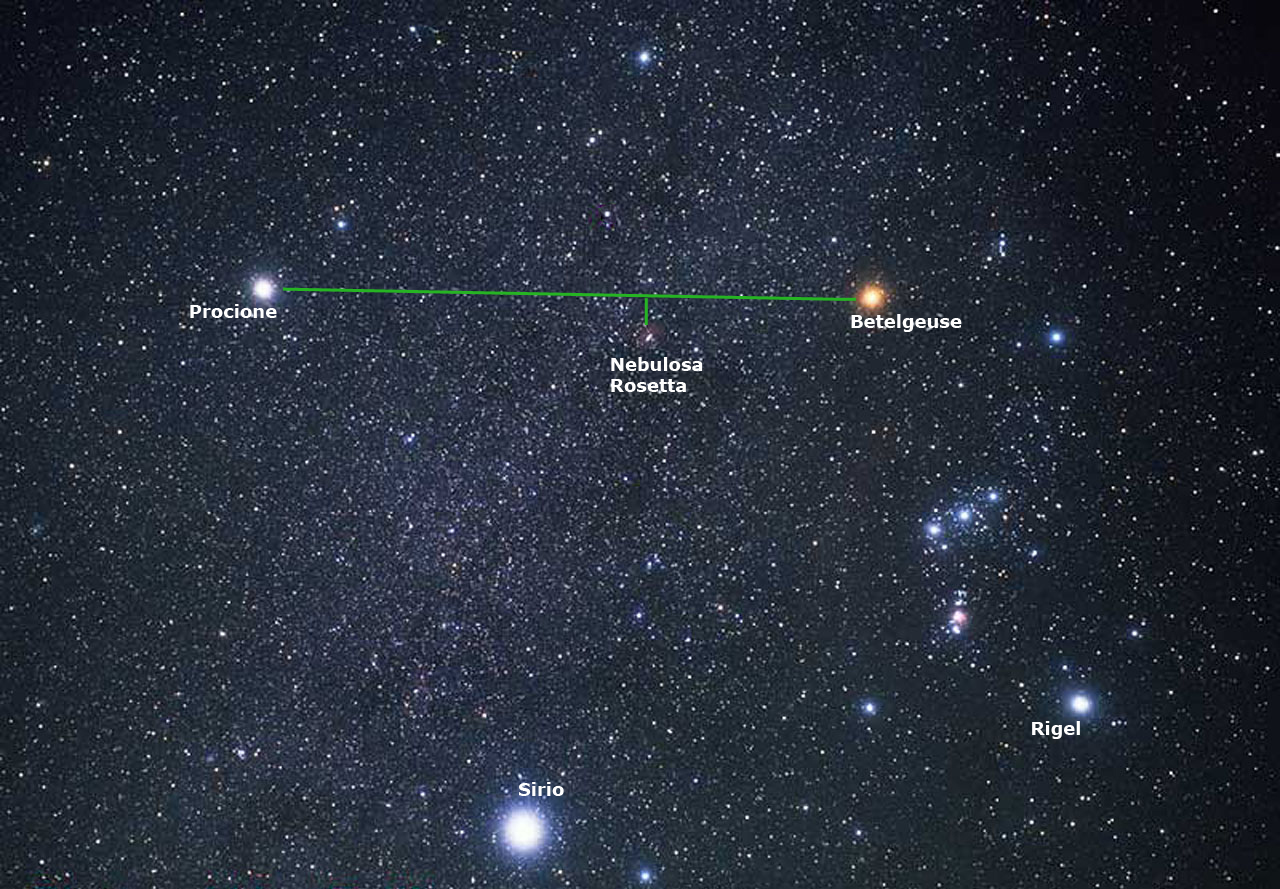
Individuazione della Nebulosa Rosetta, tramite le stelle Betelgeuse e Procione.

La Nebulosa Rosetta è una delle nebulose più brillanti del cielo notturno; la sua posizione, ad appena 5° dall'equatore celeste, fa sì che possa essere osservata da tutte le aree abitate della Terra, dalla punta settentrionale della Penisola scandinava fino alla Terra del Fuoco, in Sudamerica.
La posizione della nebulosa si individua con facilità, grazie alla presenza di alcune fra le stelle più brillanti del cielo: Betelgeuse e Procione; congiungendo la prima alla seconda con una linea immaginaria, la Nebulosa Rosetta si trova fermandosi a circa un terzo della distanza e muovendosi circa un grado e mezzo in direzione sud.
L'osservazione della nebulosa in sé può presentare alcune difficoltà se si dispone di un classico binocolo 10x50: sebbene l'ammasso aperto associato si possa distinguere con facilità, nei campi stellari di questo tratto di Via Lattea, la nebulosità è visibile solo con determinate condizioni atmosferiche; in ogni caso, un cielo buio e nitido è fondamentale, anche se si dispone di strumenti più potenti. Un piccolo telescopio amatoriale è sufficiente per rivelarne la struttura, compresa la minore densità centrale attorno all'ammasso; strumenti potenti consentono di scorgere diverse venature scure, specie nel lato occidentale della nube. L'astrofotografia fornisce indubbiamente la maggior soddisfazione, dato che in foto si rivela perfettamente sia la nebulosa, che la gran parte delle strutture; non a caso si tratta di uno degli oggetti più fotografati del cielo.

## Storia delle osservazioni

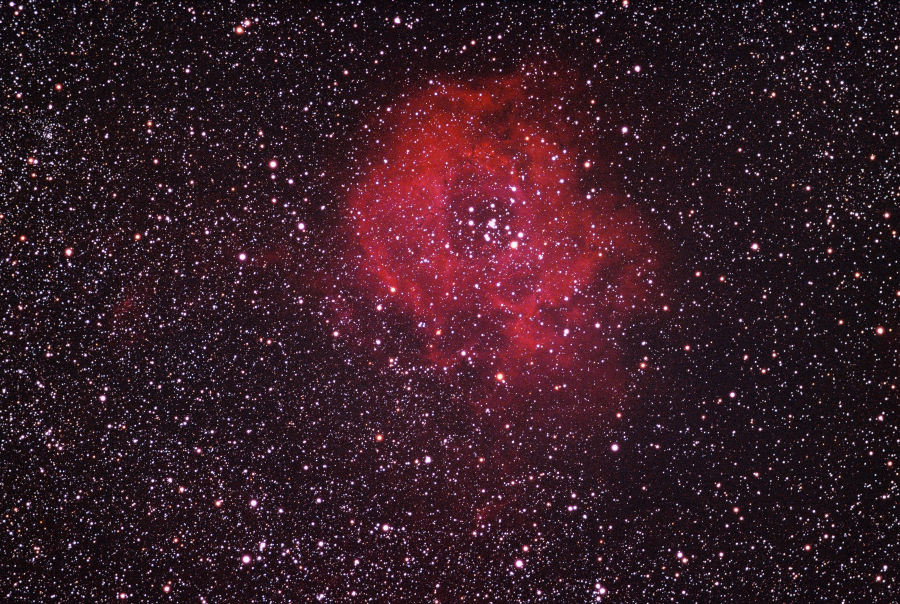
Il nome della nebulosa deriva dalla sua struttura a forma di fiore, al cui centro si trova l'ammasso NGC 2244. Immagine scattata il 9 gennaio 2005.

John Flamsteed è stato a lungo indicato come lo scopritore dell'ammasso compreso nella nebulosa; in realtà, osservando la sua opera sul cielo, Atlas Coelestis, si nota che in realtà egli annotò la stella 12 Monocerotis, che sebbene si trovi a brevissima distanza angolare dall'ammasso, non vi appartiene. Fu invece William Herschel, nel 1784, ad identificare con estrema chiarezza l'ammasso associato alla nebulosa, sebbene né lui, né John Herschel, stranamente, fecero menzione della vasta nebulosa associata.
Nonostante vi siano dei forti indizi che Charles Messier osservò questa parte di cielo in dettaglio alla ricerca di comete, non fece alcuna menzione né dell'ammasso né della nebulosa; si pensa che ciò sia dovuto al fatto che le reali intenzioni del Messier nel compilare il suo catalogo fossero quelle di riportare gli oggetti facilmente scambiabili per comete, non un reale tabulario di oggetti. M50, debole e concentrato, poteva essere scambiato per una cometa più facilmente di un oggetto esteso e brillante come NGC 2244.
La prima persona che identificò un alone di nebulosità fu Albert Marth, che riportò nel 1864 la scoperta di una debole stella circondata da una nebulosità, nel quadrante nordoccidentale di quella che ora è nota come Nebulosa Rosetta (oggi noto come NGC 2238); l'astronomo americano Edward Emerson Barnard, diciannove anni dopo, individuò tutto il settore occidentale della nebulosa (NGC 2237). Nonostante ciò, all'insaputa di quest'ultimo, Lewis Swift aveva osservato, pochi anni prima, la gran parte della nebulosa; in seguito egli condusse uno studio dettagliato di quest'area di cielo, trovando vari settori nebulosi anche nel quadrante orientale (NGC 2246). Negli anni novanta dell'Ottocento Barnard osservò infine l'area di cielo con un telescopio da 30 cm, scoprendo che tutte queste nebulose formavano una complessa struttura ad anello attorno all'ammasso NGC 2244, formazione che assunse così il nome di Nebulosa Rosetta.

## Caratteristiche

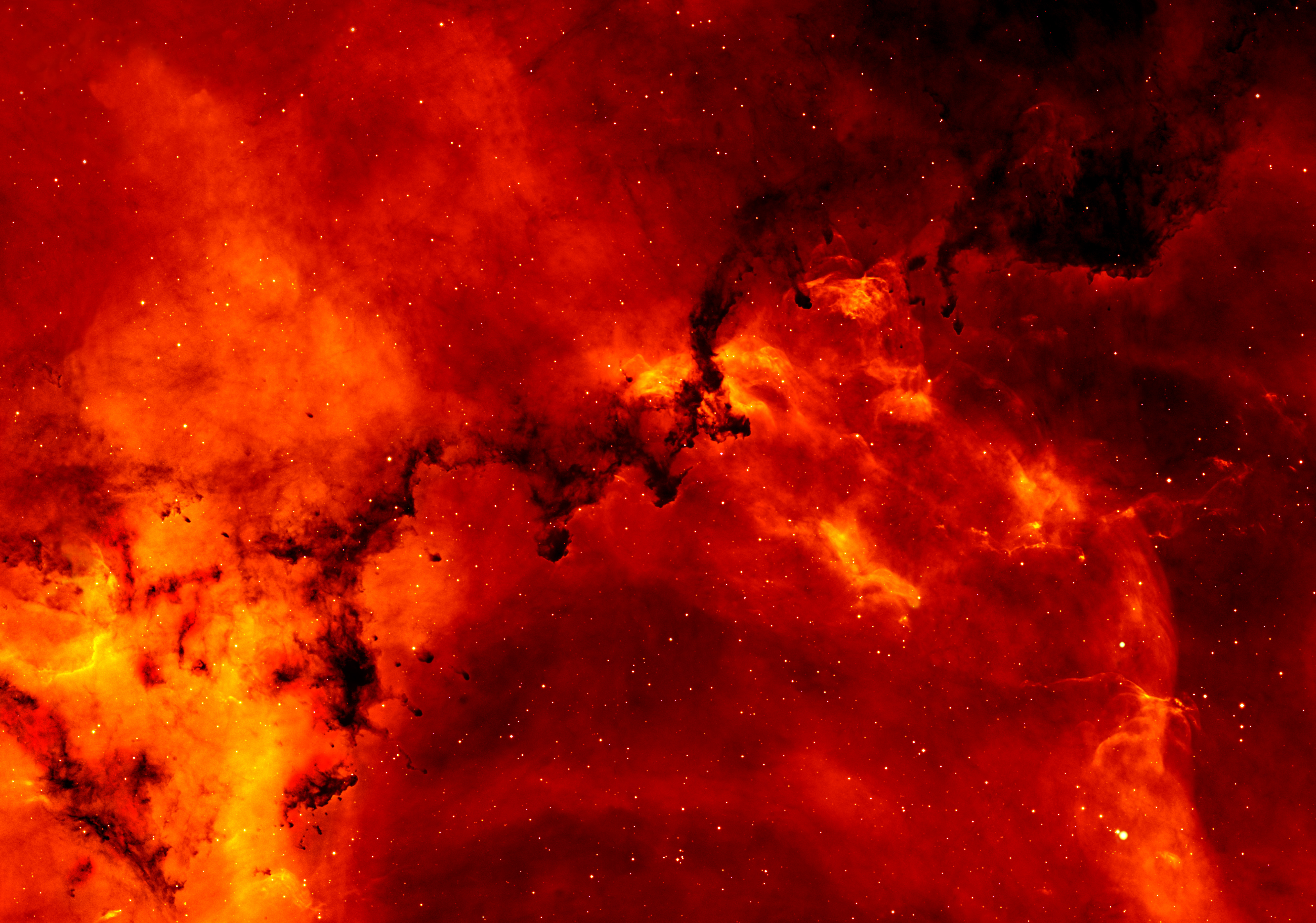
Un dettaglio della nebulosa. Il colore rosso è dovuto all'idrogeno.

### Denominazione
Il New General Catalogue considera questa nebulosa come un insieme di gruppi indipendenti, spesso confusi: la sigla NGC 2237, spesso utilizzata per identificare l'intera nebulosa, indicherebbe in realtà soltanto il settore a nordovest dell'ammasso centrale; NGC 2238 sarebbe invece un piccolo addensamento appena più a sud del precedente. NGC 2239 sarebbe di fatto l'ammasso NGC 2244, indicato due volte con nomi diversi a causa di un errore di posizione fatto da John Herschel; ciò contribuisce a causare confusione, dato che alcune mappe e atlanti celesti assegnano questa sigla all'intera nebulosa. La sigla NGC 2246 si riferisce invece al settore nordorientale della nebulosa. Una denominazione che comprenda l'intera nebulosa la si può ricercare in altre catalogazioni: il Catalogo Sharpless ad esempio indica tutta la nebulosa con la sigla Sh2-275.

### Struttura
Le dimensioni apparenti della nebulosa sono paragonabili con quelle della ben nota Nebulosa di Orione; tuttavia, trovandosi ad una distanza oltre tre volte superiore, le sue dimensioni reali superano di gran lunga quelle di M42. La nebulosa circonda un ammasso aperto di forma rozzamente rettangolare, noto come NGC 2244, i cui oltre cento membri occupano la cavità osservabile nella regione centrale della nube.
Nella zona nordoccidentale della nebulosa si osservano delle sottili venature scure, ben evidenti nelle foto, assieme a dei piccoli bozzoli: si tratta di globuli di Bok, ossia regioni più dense al cui interno si formano le nuove stelle.
Le regioni più esterne della nebulosa sono costituite principalmente da gas non illuminato: questo è dovuto alla lontananza delle stelle luminose, responsabili della ionizzazione e della luminosità delle aree centrali della regione H II, che corrispondono alla nebulosa osservabile. Questo volume di massa scura ha un raggio di circa 2° e si può assumere che la sua densità sia paragonabile a quella della parte ionizzata (e brillante) più esterna, laddove sfuma appunto nella zona oscura, il che avviene a 24' dal centro geometrico della nebulosa; questa densità è di circa 13 atomi per centimetro cubo, arrivando così ad ottenere una massa di circa 140.000 masse solari. Se si assume che la massa totale delle stelle dell'ammasso aperto è pari a circa 104, si può desumere la massa originaria della nube da cui l'ammasso stellare si è formato, ossia 1,5x105 masse solari.

## Oggetti interni alla nebulosa

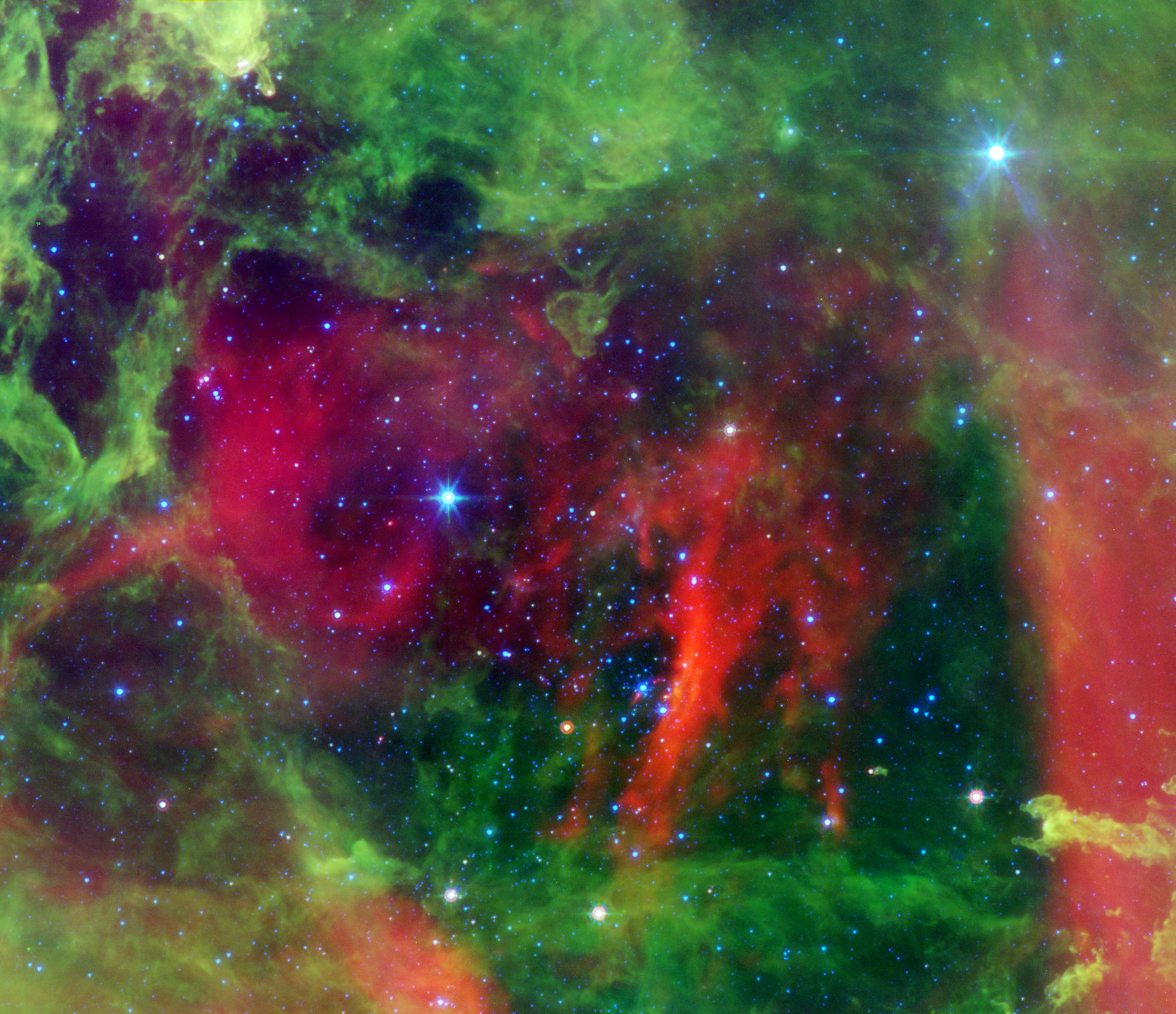
Dettaglio dell'ammasso aperto NGC 2244, al centro della nebulosa, ripreso col Telescopio Spaziale Spitzer.

### L'ammasso associato
Il centro della nebulosa è dominato da un brillante ammasso aperto, NGC 2244; quest'ammasso, formatosi nella regione centrale della nube, ha successivamente spazzato via i gas circostanti tramite l'azione del vento stellare delle sue componenti, divenendo così ben visibile. L'esito di questo spostamento di gas è ben evidente, e si tratta della grande "bolla" vuota che circonda l'ammasso, struttura che ha fatto guadagnare alla nebulosa il nome stesso di "Rosetta". Questa bolla continuerà ad espandersi finché le stelle dell'ammasso non saranno completamente libere da ogni residuo. NGC 2244 è un ammasso estremamente giovane, la cui età non supera il milione di anni. Le due stelle più calde dell'ammasso, le giganti blu HD 46223 e HD 46150, sono anche le due stelle responsabili della quasi totalità delle emissioni ultraviolette provenienti dalla Nebulosa Rosetta.

### Oggetti HH
Alcuni oggetti di Herbig-Haro sono stati identificati all'interno della Nebulosa Rosetta nel corso degli anni duemila: si tratta di Rosette HH 1 e Rosette HH 2, due getti di materia originati da stelle nelle fasi iniziali della loro vita. Questi due getti appaiono immersi in un forte campo di radiazione ultravioletta prodotto da stelle calde e blu di classe spettrale O4 e O5, campo che eccita notevolmente i due getti; anche il forte vento stellare contribuisce all'eccitazione. La morfologia dei getti mostrerebbe che le emissioni di massa dalla stella nascente sono di natura incostante o episodica; nel caso di Rosette HH 1, il getto sembra essere disturbato dall'interazione col vento stellare di una vicina stella blu, HD 46223.
Rosette HH 2 presenta invece alcune caratteristiche insolite, come le differenti componenti di velocità di alcune parti del getto sia fra di loro che rispetto alla nebulosa ospitante; il getto è composto da un centro neutro, che si espande alla velocità originaria nel mezzo fotoionizzato, e da un involucro in via di dissoluzione, che si espande ad una velocità simile a quella del suono. Si crede che entrambi i getti siano in via di rapida dissoluzione a causa del forte campo di radiazione ultravioletta in cui si trovano.

### Libri
- (EN) Stephen James O'Meara, Deep Sky Companions: The Messier Objects, Cambridge University Press, 1998, ISBN 0-521-55332-6.
- (EN) Robert Burnham, Jr., Burnham's Celestial Handbook:  Volume Two, New York, Dover Publications, Inc., 1978.
- (EN) Chaisson, McMillan, Astronomy Today, Englewood Cliffs, Prentice-Hall, Inc., 1993, ISBN 0-13-240085-5.
- (EN) Thomas T. Arny, Explorations:  An Introduction to Astronomy, 3 updatedª ed., Boston, McGraw-Hill, 2007, ISBN 0-07-321369-1.
- (EN) C. J. Lada, N. D. Kylafits, The Origin of Stars and Planetary Systems, Kluwer Academic Publishers, 1999, ISBN 0-7923-5909-7.
- A. De Blasi, Le stelle: nascita, evoluzione e morte, Bologna, CLUEB, 2002, ISBN 88-491-1832-5.

### Carte celesti
- Toshimi Taki, Taki's 8.5 Magnitude Star Atlas, su geocities.jp, 2005. URL consultato il 7 novembre 2010 (archiviato dall'url originale il 5 novembre 2018). - Atlante celeste liberamente scaricabile in formato PDF.
- Tirion, Rappaport, Lovi, Uranometria 2000.0 - Volume I - The Northern Hemisphere to -6°, Richmond, Virginia, USA, Willmann-Bell, inc., 1987, ISBN 0-943396-14-X.
- Tirion, Sinnott, Sky Atlas 2000.0, 2ª ed., Cambridge, USA, Cambridge University Press, 1998, ISBN 0-933346-90-5.
- Tirion, The Cambridge Star Atlas 2000.0, 3ª ed., Cambridge, USA, Cambridge University Press, 2001, ISBN 0-521-80084-6.